# Angel Beats!動畫集數列表

Aniplex於2010年6月23日所公布的《Angel Beats!》第一張DVD封面藝術，封面上所挑選的角色為死後世界戰線的領導人仲村百合。

總共13話的電視動畫《Angel Beats!》是由麻枝准負責劇本的創作，Na-Ga負責角色的原始設計。其中麻枝准與Na-Ga兩人本身為著名視覺小說製作公司Key的員工，而在這之前便曾在Key推出包括《Kanon》、《AIR》與《CLANNAD》等遊戲。動畫本身是由岸誠二擔任導演、P.A. Works進行動畫製作，以及由Aniplex負責整個企畫案的推出。而在音樂的編曲部分則是由麻枝准進行創作，而之後由ANANT-GARDE EYES負責音樂合成（Musical composition），最後在音樂監督飯田樹的核可之下由Aniplex協助製作。而動畫製作的部分，平田雄三除了負責人物的詳細設定之外，同時也嘗試將麻枝准所寫的劇本以動畫的方式呈現出來。整個故事內容發生在一個死後的世界，描述著一名已死去的少年音無結絃在此處的生活以及眾人所分享的回憶。在他死後突然被送進一所位於死後世界的學校生活著，在那裡失去記憶的他並遇見一名名叫仲村百合（仲村 ゆり）的女孩邀請他加入死後世界戰線（死んだ世界戦線）。在故事中由百合所領導的死後世界戰線其目的便是要向神表示抗議，而此時他們所認為戰線的敵人便是擔任學生會會長一職的「天使」，在故事的進展雙方隨即引發武裝衝突。
2010年4月3日到6月26日期間，日本中部日本放送首次在電視上播放《Angel Beats!》的動畫版本。而在中部日本放送播出之後，包括日本BS放送、每日放送、東京放送控股、RKB每日放送以及鬱金香電視台都陸續於自家的電視台播出動畫。不過其實早在近一個月以前2010年3月23日時，Aniplex便藉由抽獎的方式選出部分人選，並邀請他們提前觀看《Angel Beats!》動畫第1話的內容。
整部動畫總共使用兩首主題曲，分別用在開頭以及結尾處。其中片頭曲為經過重混、由Lia所演唱的《My Soul, Your Beats!/Brave Song》，不過在第4話時則一度改成由LiSA歌唱的版本。而片尾曲的使用則是以多田葵所唱的《Brave Song》，不過在第10話與第13話處則分別改由《最珍貴的寶物》演唱。此外在動畫之中也插入多首「Girls Dead Monster」的歌曲，而這些插入歌曲的演唱則是改由marina和LiSA負責。這些歌曲包括有於第1話使用的《Crow Song》、於第3話使用的《Alchemy》與《My Song》、於第5話使用的《Thousand Enemies》以及於第10話使用的《Shine Days》和《最珍貴的寶物》。

## 各話情節
| 話數 | 標題                                        | 分鏡               | 演出     | 作畫監督                                         | 首播日期       |
| --- | ------------------------------------------- | ------------------ | -------- | ------------------------------------------------ | -------------- |
| 01 | 出發（Departure）                           | 岸誠二             | 岸誠二   | 平田雄三                                         | 2010年4月3日   |
| 男主角音無結弦在死後世界甦醒過來時，發現自己沒有過去相關的記憶。在他爬起身子後，馬上看到另一名正蹲著拿著狙擊步槍、名叫仲村百合（仲村 ゆり）的少女。百合一方面拿著CheyTac M200干預型狙擊步槍瞄準著她所謂的「天使」，並表示希望音無能夠加入「死後世界戰線」（死んだ世界戦線，簡稱SSS）的行列，並說明死後世界戰線的目的便是要與「天使」展開交戰。然而一開始音無便對於死後世界戰線動用武力攻擊的做法並不認同，因此拒絕百合的提議並轉往嘗試與「天使」進行談話，談話中「天使」告訴音無其身分為死後高中學生會的會長。但當音無問到如何證明這個世界為一個死後世界時，「天使」便憑空浮出「音刃」（Handsonic）並往音無的心臟猛刺。第二天醒來之後，音無開始嘗試到處尋找如何離開這個死後世界的方法，但也因此誤入死後世界戰線的總部。在那裡他遇到其他死後世界戰線的核心成員，並決定暫時加入他們的行動。百合後來跟音無解釋這個死後世界的概念，說明為何死後世界戰線要與「天使」展開交戰，並跟他講到許多學校裡面的學生與教師實際上為「NPC角色」。到了晚上，死後世界戰線決定發動「龍捲風作戰」以竊取NPC的飯票。在計畫中由合作的樂團「Girls Dead Monster」負責吸引學生的注意力，一部分死後世界戰線成員則在食堂內製造旋風來吹走學生們的飯票。儘管「天使」一度嘗試闖入所謂的作戰區域，死後世界戰線的其他成員仍奮力阻止其前進以爭取更多的時間。最後在行動結束之後，眾人撤退到食堂內並以所得到的飯票換取食物，音無在聚餐時也開始嘗試釐清這般作法所帶來的意義。 |                                             |                    |          |                                                  |                |
| 02 | 公會（Guild）                               | 平井義通           | 平井義通 | 川面恆介                                         | 2010年4月10日  |
| 由於死後世界戰線在武器與彈藥的存量已偏低，使百合決定帶領另外9名戰線的成員前往合作組織公會領取武器。雖然在事前死後世界戰線便已經告知公會先暫時關閉專門為「天使」所設置的陷阱，然而當他們前往位於學校地底深處的武器工廠時，發現公會為了阻止「天使」的接近而決定重新啟動安全系統。也因此百合等人便得嘗試通過所有的陷阱才能抵達公會基地，但走到最後時除了百合與音無外其他人都已經陣亡。在短暫的休息之中百合告訴音無她的過去，在她生前竊賊趁其父母不在時進入家中試圖偷取東西，但最後卻導致3個弟妹遭到殺害。這次事件促使百合決定面對這殘酷的命運，並於死後的世界持續發起行動來反抗「神」上。在他們兩人抵達公會後不久，絲毫沒有受傷的「天使」也漸漸逼近公會的總部，因此百合決定直接放棄公會基地並用炸藥摧毀整個公會設施。同時作為公會成員之領導人的查也支持百合的決定，開始命令其他人在工會的基地各處安裝炸彈，而百合和音無也與到達公會入口的「天使」交戰以爭取時間。儘管之後整個工會基地遭到爆破，不過離開基地的公會成員改搬遷到已經長期不再使用的舊公會位址，繼續提供死後世界戰線的成員武器與彈藥。而在最後音無默默看著百合指揮公會成員與死後世界戰線的成員收拾殘局，並認為其足以擔任整個反抗組織的領導人物。 |                                             |                    |          |                                                  |                |
| 03 | 我的歌（My Song）                           | 安斎剛文           | 蒼井啟   | 海谷敏久、岩岡優子                               | 2010年4月17日  |
| 百合決定與死後世界戰線一同偷偷潛入「天使」的房間並破解其電腦的密碼，而這次作戰便需要「Girls Dead Monster」來舉辦大型演唱會以分散「天使」的注意力。然而百合認為作為樂團主唱兼吉他手的岩澤麻美所創作的新歌《My Song》，其民謠曲風並不適合這次作戰的進行。另一方面音無在射擊訓練的空檔聽到「Girls Dead Monster」的表演，並趁樂團休息時與岩澤進行交談。岩澤告訴音無自己生前父母親總是不停爭吵，而音樂成了她唯一的逃生出口。原本她希望在高中畢業之後離家獨立生活，然而由於受到父母的爭吵波及使得大腦受到撞擊，最終因為大腦損傷而在不能再次歌唱的情況下逝世。隨著「Girls Dead Monster」於體育館的表演開始後，百合以及其他的死後世界戰線也按照任務計畫同時闖入「天使」的房間，並在黑客竹山的協助下成功入侵電腦。然而「Girls Dead Monster」的表演活動很快被被數名老師所制止，此時岩澤強硬解除老師的阻擋並開始演唱《My Song》，在彈完自己昔日夢想中想要發表的音樂後於大量觀眾眼前消失。而岩澤的消失說明在死後世界裡，並不一定只有按照「天使」的要求才會消失；同時百合也從電腦裡的資料中發現「天使」的能力並非是從「神」手中所獲得，而是如同他們一樣自己利用軟體來創造種種的能力。 |                                             |                    |          |                                                  |                |
| 04 | 競技日（Day Game）                          | 橋本裕之           | 湖山禎崇 | 宮下雄次                                         | 2010年4月24日  |
| 岩澤消失之後，由依嘗試擔任「Girls Dead Monster」的主唱一職，但是死後世界戰線的其他成員並不同意這個意見，最終決定由樂團自行決定是否要招募。同時百合也下達指示要求死後世界戰線在未報名的情況下直接參加即將舉行的棒球比賽，並提到如果表現比其他NPC學生還要來得差的話，成員們將要接受比死亡還要糟糕的懲罰。死後世界戰線開始自行組織自己的球隊以參加比賽，並陸續拉攏具有運動專長的成員加入自己的行列。而以日向秀樹為首的隊伍首先招募音無加入自己的球隊，之後還邀請由依、椎名、野田等人，但在未能得到更多主要成員的情況下只好拜託由依的3名NPC粉絲加入隊伍的行列。死後世界戰線成員所組成的隊伍成功一一在第一輪的比賽中擊敗其他學生的隊伍，但為了應付這情況以「天使」為首的學生會也拉攏學校棒球隊組織新隊伍參與比賽，並很快就陸陸續續擊敗除了日向以外的死後世界戰線隊伍。為此只有8人的死後世界戰線隊伍只得勉強上場與「天使」的隊伍交戰，隨著比賽接近尾聲時日向對音無述說自己生前也參加過類似的棒球比賽，但在這比賽中因為漏接一顆高飛球而使得球隊輸掉重要的比賽。音無則認為如果他們球隊贏得這場比賽的話，日向將會如同岩澤一般消失於死後世界。故事最後一顆高飛球正巧飛在日向的上空，正當日向即將接到球並讓球隊贏得比賽時由依突然於背後展開襲擊，隨著球的漏接也使得「天使」所領導的球隊最終贏得比賽。 |                                             |                    |          |                                                  |                |
| 05 | 最喜歡的味道（Favorite Flavor）             | 平井義通           | 淺井義之 | 川面恆介、朱炫祐、許箕棟                         | 2010年5月1日   |
| 到了考試期間，百合希望能夠藉由操縱「天使」所有的測試成績來使其學校排名掉到最後一名，進而使她在學校失去應有的地位。為了促使計劃的成功音無一方面與「天使」交談並介紹自己，同時也得知「天使」的真實姓名叫作立華奏。在整個計畫中死後世界戰線成員嘗試做出各種愚蠢的行動來吸引包括「天使」以及其他NPC角色的注意，而竹山便趁機將「天使」的答案卷與手上所持、胡亂填寫的假答案卷對調。在考試成績的結果出來，「天使」失去她原本身為學生會會長的職位，並由學生會副會長直井文人暫時代替學生會會長一職。為了觀察「天使」之後的舉動，死後世界戰線的成員決定發起「龍捲風作戰」，然而這次「天使」並沒有對於戰線的作為進行阻止，而是直接走過觀賞「Girls Dead Monster」表演的人群並購買一張麻婆豆腐的飯票，準備前往食堂食用。由於「龍捲風作戰」的成功導致「天使」手上的飯票遭到吹走，而之後音無恰巧拾起這張飯票並購買之。就在得知這張飯票原本是「天使」所持有的，音無想起這可能是她最喜愛的食物而對此感到同情。這時音無開始懷疑現在的「天使」或許可以加入死後世界戰線，但這個發言隨即得到其他成員的不滿與反對。片刻之後，新的學生會會長直井帶領學生會成員突然出現在飯廳中，並告訴死後世界戰線的成員將會就他們不斷反抗一事進行懲處。 |                                             |                    |          |                                                  |                |
| 06 | 家事（Family Affair）                       | 許琮               | 平松禎史 | 平松禎史                                         | 2010年5月8日   |
| 死後世界戰線的成員離開反省室之後，百合提議建議先暫時調查直井的之後的動態再來作決定，要求成員們先在各自的課堂上隨意製造干擾，但是當直井與學生會成員出現阻止時則立即逃離現場。之後音無說服「天使」一同去食堂食用極辣的麻婆豆腐，但是在吃到一半時直井帶領學生會成員取締，並以他們兩人在非午飯時間吃飯而違反校規為由關在反省室之中。不久之後，死後世界戰線隨即與被直井催眠的NPC學生陷入苦戰，由於死後世界戰線的成員不得攻擊一般學生，這讓直井利用NPC作為自己的人肉盾牌（Human shield）以及攻擊人手。百合並透過無線對講機告訴音無實際上直井與他們相同都是人類，而她也看到直井藉由毆打NPC等不當行為來使自己持續存在於死後世界。音無為此希望「天使」能夠協助死後世界戰線的成員，最終兩人一同打破反省室的大門並前往操場，但她和音無到達戰場的時已經看見許多遭到屠殺的死後世界戰線成員。就在直井試圖催眠百合時音無奮力對其展開攻擊，而直井也開始對他生前不公平的遭遇進行描述。原來直井在他孿生哥哥逝世後不得不假裝自己是對方，並在他父親身旁作為一名學徒以學習製作陶器，但隨著父親的去世也讓他失去人生的目標。回憶起這段往事直井開始哭泣，而音無則緊緊抱住直井並告訴其願意承認它的存在。 |                                             |                    |          |                                                  |                |
| 07 | 生存（Alive）                               | 安斎剛文           | 安斎剛文 | 岩岡優子、松本剛彥                               | 2010年5月15日  |
| 隨著直井也成為死後世界戰線的新成員，百合決定使用其催眠術的能力來讓音無恢復自己的記憶。之後音無回憶起自己生前的生活，他表示當時的人生並沒有甚麼目標。然而為了要照顧體弱多病且長期住在醫院的妹妹音無初音，他放棄學業並努力同時兼職數個工作。而當他有在生活開銷之外得到一點可自由運用的金錢時，並會買漫畫給他的妹妹。儘管他本人並不關心他為自己的妹妹買過那些漫畫，甚至可能所購買的漫畫雜誌並不能湊成同一系列或者是完整的故事內容，其妹妹對於禮物的到來仍感到高興。隨著聖誕節的接近音無開始兼職更多的工作以赚取足夠兩人食用大餐的金錢，但是妹妹的病情卻在聖誕節前幾天開始惡化。聖誕節當天音無偷偷將妹妹帶出醫院，兩人並在被聖誕燈飾裝飾的大道上漫步著，然而最後初音仍然因病而逝世。隨著妹妹的過世，音無發現他每天努力工作便是為了能夠自他妹妹口中聽到「謝謝」。這件事說服他於之後的人生中找到新的方向，也就是如同醫生一般能夠不斷幫助他人解決困難。自此音無開始以醫學院作為自己人生的目標，然而當音無搭乘火車準備要參加大學入學考試時，列車突然發生意外並導致其死亡。音無的意識重新回到死後世界後，意識到他在死前所沒有完成的事情並為此死亡感到十分的委屈，同時他也答應繼續參與死後世界戰線的活動。隔天由於死後世界戰線手上的飯票漸漸短缺使得百合決定發起「怪物流作戰」，召集成員們一同前往附近的河川釣魚。而在路途上眾人也突然遇到了「天使」，音無決定邀請其加入他們的行列。之後「天使」為了解決所釣到的巨大怪魚，而決定同時啟用「音刃」以及「分身」兩項能力。抓到大型魚怪的死後世界戰線成員一時之間無法處理這麼多的魚肉，決定將之烹煮並贈送給其他普通的NPC學生。就在服務其他普通學生的同時，音無邀請「天使」一同加入死後世界戰線的活動；同時音無與「天使」決定直接用對方的名字來稱呼彼此，以標誌著彼此之間親密的友誼。但是到了故事最後，突然受到嚴重攻擊的百合回到夥伴身旁，而眾人則看見另一名具有紅色瞳孔的「天使」出現在眼前。 |                                             |                    |          |                                                  |                |
| 08 | 黑暗中的舞者（Dancer in the Dark）          | 橋本裕之           | 橋本裕之 | 宮下雄次                                         | 2010年5月22日  |
| 死後世界戰線開始與紅眼睛分身的「天使」展開交戰，但是面對具同樣能力但性格更加好戰的分身隨即陷入苦戰。在交戰的過程中立華奏與分身相互以音刃刺入彼此，但是奏也因此受到重傷而得在保健室中休息。死後世界戰線推測在當先前為了釣到巨型魚怪時，奏便啟動「分身」（Harmonics）能力以創建另一個具有更高戰鬥能力的分身協助，但是在之後分身沒有因此消失。百合首先下令死後世界戰線的成員先假裝是一般學生以拖延時間，但是為了避免消失也建議成員在上課時間從事其他活動來轉移注意；而此時百合也找到奏原先使用的電腦，為了擊敗分身百合將「ANGEL PLAYER」的程式做了部分的改寫，設定成當奏重新使用「分身」（Harmonics）這個能力時所有的分身反而會在10秒鐘後被本體吸收。然而在眾人於課堂上回來後發現奏已經遭到分身綁架，為了找到她本人死後世界戰線決定前往位在地下深處、已被爆破的廢棄公會。儘管工會先前所設置的陷阱並沒有重新啟動，然而在路途上卻不斷遇到具好戰性格的「天使」分身。在與具有絕對優勢的「天使」分身交戰的情況下，死後世界戰線的成員只能一個接著一個藉由自我犧牲的方式來往前推進，到了最後只有百合以及音無仍然活著。隨後百合在地底深處與分身作戰，而音無則趁機尋找作為本體的奏。在音無的指示下奏再次啟動「分身」（Harmonics）這項能力，然而出現的分身影像卻告訴音無說每個攻擊死後世界戰線儘管對於戰鬥並無感情，但是都各自有專屬於自己的意識，因此如果一次吸收的話將會發生危險。在分身的影像對此事冷笑之後，「天使」的大量分身便依照修改過的程式陸陸續續回到本體之中，面臨不斷吸收大量的意識使得奏不得因為痛苦而喊叫，而音無則不斷緊緊的擁抱她。 |                                             |                    |          |                                                  |                |
| 09 | 在你的記憶中（In Your Memory）              | 柿本広大           | 蒼井啓   | 關口可奈味                                       | 2010年5月29日  |
| 在吸收許多「天使」分身之後奏隨即陷入昏迷，而音無決定整晚在一旁照顧她直到奏甦醒為止。與此同時，死後世界戰線決定展開臨時的方案措施，一方面派遣成員前往天使房間改寫「ANGEL PLAYER」的程式，另一方面也派遣部分成員與保健室外守衛著。然而對於奏醒來之後將會變成如何，死後世界戰線則遲遲無法做出肯定的答案。之後音無在睡夢中開始回想起有關他死亡的一切事情，在發生列車事故後他與少數倖存者被困在隧道中，而身邊所擁有的食物和水則十分短缺。音無一開始幫助另一名名叫五十嵐的傷患，之後兩人將倖存者組織起來並期望能夠一同幫助以增加獲救機會。儘管這樣做的確一度使得眾人恢復信心，但是過了一個星期後眾人仍然被困在隧道中，感到體力不斷流逝的音無決定在他身份證上標明自己為器官捐贈者，這也促使許多勉強支撐的倖存者也陸續做了同樣的登記。在音無去世後不久，救援人員才終於打通隧道的入口前來救援。之後已經醒來的奏叫醒音無，並表示自己在內心之中不斷與好戰的分身意識交戰著，而自己能夠克服並以原本的性格甦醒可以說是一個奇蹟。想起所有生前往事的音無發現儘管自己對於自己生前感到滿足，但並沒有因此於死後世界消失。為此他決定幫助其他人能夠滿足自己的遺憾，但在對話中發現這也是奏仍於死後世界存在的理由，並得知實際上奏的行為是希望讓這些在生前有所缺憾的青少年，能夠在死後世界有機會重新體驗到正常的生活。音無決定協助奏並讓每個人都可以在死後世界感到滿足並安然消失，但如果要這麼做的話首先就必須解他們各自的過去遺憾，而為了這個目的他拜託奏必須再次與死後世界戰線呈現敵對的狀態。之後「天使」恢復了過去身為學生會會長的職位，而直井則重新擔任學生會副會長一職。絕大多數死後世界戰線成員相信奏已經失去過去一同度過的回憶，也認為這意味著雙方的關係再次回到過去的緊張狀態。 |                                             |                    |          |                                                  |                |
| 10 | 離別的日子（Goodbye Days）                  | 安斎剛文、高橋正典 | 政木伸一 | 石井百合子、川面恆介、鈴木美咲                   | 2010年6月5日   |
| 在音無與奏的秘密約定之下，兩人決定要偷偷滿足每個死後世界戰線成員生前的心願。音無告訴奏說他們應該先嘗試滿足由依的心願，因為他認為由依應該滿足許多生前無法履行的事情。在藉由一個簡單安排的吉他竊取計畫後，音無開始於由依單獨交談一會兒。然而在與之交談後才發現由依因為小時候遭到車輛撞擊導致全身癱瘓，讓她在死不但無法完成許多想做的事情也無法擁有一個幸福的人生。儘管如此音無仍決定與奏一同暗中協助由依來一一實現她的願望，這包括有練習使用「德國式後翻摔」（German Suplex）、自己一個人越過5名對手並射門成功。雖然在這幾天的嘗試之後由依一直無法如同她心目中於棒球場上打出全壘打，不過她仍告訴音無這幾天不斷參與運動的樂趣讓她感到十分滿足。然而當她說道其最後願望的願望是能夠結婚，這個特殊的想法令音無一時之間無法回應。此時在一旁偷聽到他們談話的日向突然跳出來告訴由依說他願意娶她做為自己的新娘。一時之間無法相信的由依表示自己在生前是一名殘疾人士，但是日向承諾不管由依生前發生什麼事他都會選擇迎娶她。日向告訴由依說他們將會在巧合的機遇下相見，之後兩人便會一直不斷快樂的永遠生活在一起。由依在心願滿足之後便消失在死後世界，同時日向也表示願意將在之後繼續協助音無他自己想做的事情。就在這時大山在學校走廊上突然遭遇神秘生物的襲擊，在野田的幫助之下才好不容易才擊退之，而百合則自遊佐聽取報告指稱襲擊的生物為「影子」。 |                                             |                    |          |                                                  |                |
| 11 | 改變世界（Change the World）                | 許琮               | 許琮     | 金祈南、許箕棟、川面恆介                         | 2010年6月12日  |
| 正在日向和直井爭論誰才是真正能夠幫助音無的助手時，「影子」突然自地面冒出並攻擊直井本人，在音無和日向的努力之下才好不容易才擊退「影子」的攻勢。在聽取遊佐的報告之後，百合在會議室內詢問奏說「影子」是否與她本人有關係，但是由於大量的「影子」突然襲擊TK、野田與椎名等人使得會議臨時暫停。百合和其他成員立即前往支援以擊退「影子」的攻勢，在戰鬥中百合也發現「影子」本身是由NPC角色所變成。然而在戰鬥結束後，藤卷急忙告訴所有人說高松已經遭到影子吞噬，而一旁不知如何協助的大山則看見高松他本人直接被地面吸收。第二天當高松於教室被眾人發現時已經成為一名NPC角色，死後世界戰線隨即推測遭到「影子」吞噬也意味著靈魂遭到奪去。為了解決「影子」突然出現並無差別攻擊眾人的情況下，百合隨即召集所有死後世界戰線以及其他合作組織的成員進行緊急會議，百合向眾人表示如果遭到「影子」的吞噬將會直接變成NPC角色，而音無知道如何協助成員離開這個死後世界，並告訴大家應該自己思考之後要如何做。儘管一開始有人對音無的說法感到質疑，但在日向與直井的支持下這想法也漸漸被眾人接受。在隨後的交談中百合拜託奏協助死後世界戰線，並告訴音無，日向和直井說奏也是人類外。同時百合也說她決定自己去尋找導致「影子」突然襲擊眾人的原因，並在其他死後世界戰線成員的勸阻之下直接離去。百合推測有人暗中導致作為NPC的普通學生變成具有攻擊性的「影子」，而如果要修改這設定的話便極有可能於圖書館的電腦室操縱這一切。她於圖書館內發現一名維修工人，並告訴她最近有人不斷竊取電腦使得學校必須不斷設置新的電腦。該男子離開後百合隨即闖入電腦室搜索並推測竊賊所使用的偷竊方法，最終在房間內找到一條通往公會的隱藏通道。 |                                             |                    |          |                                                  |                |
| 12 | 敲響天堂的大門（Knockin' on heaven's door） | 平井義通           | 小倉陳利 | 平田雄三、倉川英錫                               | 2010年6月19日  |
| 到了早晨時，為了爭取時間奏便於學校各處與大量的「影子」交戰。同時「Girls Dead Monster」和其他許多死後世界戰線成員的決定接受自己的過去，並且在對之後死後人生極為滿意的情況下自死後世界中安然消失。而音無和其他夥伴則為了繼續爭取時間不斷與增加中的「影子」戰鬥，同時先前往山區修練的松下也回到隊伍的行列一同戰鬥。之後椎名告訴音無說其他人會一同擋住「影子」，要音無趕快去幫助其他死後世界戰線的成員，隨後日向與直井也跟著音無離去。與此同時，百合在探索公會的地到過程中也與許多陰影展開激戰。最後不慎掉入圈套而成為NPC角色，並陷入一個美好校園生活的夢影之中，但在自己強烈的意志之下最後仍得以恢復自我。之後百合也獲得與她會合的音無、奏、日向和直井的幫助，最終眾人一同擊退「影子」並讓百合得以進入另外一間隱藏的電腦室之中，百合於此看見許多遭到偷竊、正在運作「ANGEL PLAYER」程式的電腦外以及一名神秘男子。男子自稱自己為負責操這個世界的程序管理員，並開始向百合解釋「ANGEL PLAYER」製造出來的緣起以及整個死後世界的各項設定。男子隨後告訴百合只要掌握這裡便能成為這個世界的「神」，但是百合仍抗拒誘惑並決定為了所有的夥伴而破壞眼前的電腦，以阻止「影子」仍不斷攻擊自己死後世界戰線的成員們。在摧毀電腦室裡所有電腦後百合開始懷疑自己的想法，但是在昏迷中看見自己的兄弟姊妹感謝她的付出，最後在音無、奏、日向和直井的陪伴下在保健室甦醒。 |                                             |                    |          |                                                  |                |
| 13 | 畢業（Graduation）                          | 橋本裕之           | 橋本昌和 | 宮下雄次、川面恆介、鈴木美咲                     | 2010年6月26日  |
| 在「影子」襲擊事件3天之後絕大多數成員紛紛消失在死後世界，只留下音無、百合、奏、日向和直井等人。在奏的想法下眾人決定他們舉行畢業典禮，並互相感謝彼此之間的支持。在唱出隊歌、頒發畢業證書、以及發表感言之後典禮宣告結束，直井首先在感謝音無的幫助後消失。隨後百合向奏說出道歉的話語，並認為兩人應該可以更早成為好友，在與音無和日向揮別後也消失。隨後不久日向也感謝音無對於死後世界戰線的協助後消失，而音無與奏兩人則離開體育館交談。這時音無建議他們兩人或許可以繼續住在死後世界，並不斷幫助其他進入死後世界的人安然進入來世。同時在這個過程中音無向奏表白，然而奏對於音無的建議並不願回應。原來奏的遺憾是生前接受音無逝世時所捐贈心臟而存活、卻一直無法向本人說聲感謝。在音無的擁抱之下奏表達自己的感謝並自懷裡消失，而這時已愛上奏的音無則不斷的哭泣。在尾聲中重新轉到現實世界之中，一個外觀與奏十分相像的女孩在街上哼唱著岩澤消失前所唱的《My Song》，而這時另一個與音無長得相像的男孩經過並認出旋律。當女孩漸漸離去時，男孩開始追逐女孩並伸出他的手準備搭在肩膀上。 |                                             |                    |          |                                                  |                |
| 特別篇 | 通向天堂的階梯（Stairway to Heaven）        | 安斎剛文           | 淺井義之 | 宮下雄次、川面恒介、鈴木美咲、奥田陽介、岩岡優子 | 2010年12月22日 |
| 死後世界戰線發起一個名為「裝HIGH症候群大作戰」的新作戰，這次作戰之目的是為了欺騙「天使」以為他們很享受校園生活，但卻沒有與死後世界設定一般消失。百合認為因此感到混亂的「天使」必定會跟「神」報告這件事情，而SSS便依照計劃跟隨「天使」身後便能看見「神」的相貌。在計畫中從當天上午9時到晚上9時為止，所有成員必須盡可能做事情時抱持極HIGH的態度進行，這包括有在走廊上全力奔跑、一口氣喝完整罐果汁、說話時要大聲叫喊以及隨時面帶微笑等。而如果計畫失敗的話，百合威脅說整個死後世界戰線將要絕食整整一個禮拜。為此眾人開始盡可能裝作自己正在享受校園生活，甚至到了後來還與NPC學生一同舉辦運動會。隨著運動會的舉辦使得全場氣氛達到最高潮，但在最後一個運動會比賽項目中不慎將小貓玩偶也拿到操場上，為了保護玩偶的椎名便一次將所有正在激烈競賽的學生們打倒。然而動用武力的行為導致「天使」在學生會會議期間中途離開並一度呈現即將開戰的狀態，但「天使」在見到椎名只是為了非常可愛的小貓玩偶而沒有真正的戰意便離去了。在臨走前負責監視「天使」舉動的百合偷聽到其低聲說要如何「報告」這件事，這讓她認為「天使」要前往某場所與「神」見面並報告這個異常狀況。當死後世界戰線跟著「天使」移動最後卻是抵達已經廢社的園藝部其地下溫室，而「天使」正在裡面照顧農作物。原來天使是在思考要如何跟學生會解釋自己在會議中途離開，是因為剛剛突然想起要照顧蘿蔔而不得不離開。百合隨即憤怒的表示這次作戰計畫失敗，同時所有死後世界戰線得自此絕食挨餓一整個禮拜。 |                                             |                    |          |                                                  |                |
| 特別篇02 | 地獄廚房（Hell's Kitchen）                  | 橋本裕之           | 橋本裕之 | 宮下雄次                                         | 2015年6月24日  |
| 设置于第二话和第三话之间。在黄金周期间，百合对SSS安排了名为“恶魔野餐”的作战计划，涉及到大多数成员用各种陷阱和小工具杀死对方。Girls Dead Monster成员入江和关根感觉到了机会，准备杀死岩泽并夺取乐队的控制权。由于男生们大都成了各种陷阱的受害者，只剩下音无得以幸存。入江和关根试图将岩泽引入各种陷阱当中，但她每次都得以生还，而对那些陷阱完全无视。在椎名的帮助下，她们尝试使用最后一个陷阱，可怕的生肝药汁，但却落到了尚子的头上。随后她变成了一个嗜血的怪物，连天使都无法阻止她。稍后，入江和关根向由依解释了野餐事件，以及她们是如何启发乐队接受现在的名字的。 |                                             |                    |          |                                                  |                |